# باتريك إتش. ليونز
باتريك إتش. ليونز هو مربي ماشية وسياسي أمريكي، ولد في 1953 في كلوفيس في الولايات المتحدة. نشط حزبياً في الحزب الجمهوري. وقد انتخب مفوض ‏ New Mexico Public Regulation Commission ‏ (2011 – 2019) وانتخب New Mexico Commissioner of Public Lands ‏ (2003 – 2011) وانتخب عضو مجلس ولاية نيومكسيكو ‏ (1992 – 2002).